# Maricela Sánchez Cortés
Maricela Sánchez Cortés es una política mexicana, perteneciente al Partido Revolucionario Institucional, ha sido diputada Federal y candidata a gobernadora de Morelos.
Maricela Sánchez Cortés fue diputada federal por el III Distrito Electoral Federal de Morelos a la LVIII Legislatura de 2000 a 2003 y diputada al Congreso de Morelos de 2003 a 2006, este último año fue designada candidata del PRI a gobernadora de Morelos en una controvertida elección donde derrotó a Juan Salgado Brito, David Jiménez González y Luis Manuel González Valázquez, resultados que no fueron aceptados por Salgado Brito, quien los apeló ante el Comité Ejecutivo Nacional y cuando este confirmó a Sánchez Cortés, Salgado Brito renunció al partido y David Jiménez González recurrió al Tribunal Electoral del Poder Judicial de la Federación, que también la ratificó.